# Olympiade d'échecs de 1968
L'Olympiade d'échecs de 1968 est une compétition mondiale par équipes et par pays organisée par la FIDE. Les pays s'affrontent sur 4 échiquiers. Chaque équipe peut présenter 6 joueurs (4 titulaires et 2 suppléants).
Cette 18e Olympiade s'est déroulée du 17 octobre au 7 novembre à Lugano en Suisse.
Les points ne sont pas attribués au regard des résultats des matches inter-nations, mais en fonction des résultats individuels sur chaque échiquier (un point par partie gagnée, un demi-point pour une nulle, zéro point pour une défaite).

## Tournoi masculin

### Contexte
Cette olympiade réunit 53 nations. 
La compétition se déroule sur deux tours. Les équipes sont réparties en 7 groupes éliminatoires, les deux premiers de chaque groupe se disputant la finale A, les deux suivants la finale B, etc. jusqu'à 4 poules finales.
Une innovation : deux équipes s'étant rencontrées au tour préliminatoire conservent le résultat acquis si elles se retrouvent dans la même poule finale
Fischer, pour les États-Unis, en désaccord avec les organisateurs (il souhaite jouer à l'écart du hall accueillant la compétition) quitte son équipe et laisse le 1er échiquier à Reshevsky, selon une alternance qui semble devenir traditionnelle.

### Résultats
| Classement final |                      |      |
| 1er              | Union soviétique     | 39,5 |
| 2e               | Yougoslavie          | 31   |
| 3e               | Bulgarie             | 30   |
| 4e               | États-Unis           | 29,5 |
| 5e               | Allemagne de l'Ouest | 29   |

La France est reversée en finale C et finit 44e de l'olympiade.

### Participants individuels
- Pour l'URSS : Petrossian, Spassky, Kortchnoï, Geller, Polougaïevski, Smyslov.
- Pour la Yougoslavie : Gligorić, Ivkov, Matanović, Matulović, Parma, Ciric.
- Pour la Bulgarie : Bobotsov, Tringov, Padevsky, Kolarov, Radulov, Peev.
- Pour la France : Boutteville, Letzelter, Huguet, Jean, Thiellement, Ferry.